# Live at Birdland (John Coltrane-album)
Live at Birdland från 1964 är ett jazzalbum med John Coltrane. Trots titeln är bara de första tre spåren inspelade på jazzklubben Birdland, resten är studioinspelningar. Bland dessa är Alabama en hyllning till de fyra svarta flickor (11–14 år gamla) som dödades i ett rasistdåd i en baptistkyrka i Birmingham, Alabama 1963.

## Låtlista
Musiken är skriven av John Coltrane om inget annan anges.
1. Afro Blue (Mongo Santamaria) – 8:10
2. I Want to Talk About You (Billy Eckstine) – 8:14
3. The Promise – 8:09
4. Alabama – 5:12
5. Your Lady – 6:42

Bonusspår på cd-utgåvan från 1996
1. Vilia (Franz Lehár) – 4:36

## Inspelningsdata
6 mars 1963 i Van Gelder Studio, Englewood Cliffs (spår 6)
8 oktober 1963 på Birdland, New York (spår 1–3)
18 november 1963 i Van Gelder Studio, Englewood Cliffs (spår 4, 5)

## Musiker
- John Coltrane – sopran- & tenorsaxofon
- McCoy Tyner – piano
- Jimmy Garrison – bas
- Elvin Jones – trummor